# Capena
Capena est une commune de la ville métropolitaine de Rome Capitale dans le Latium en Italie.

## Géographie
La ville moderne de Capena s'étend du Nord au Sud entre les routes antiques Flaminia et Via Tiberina. 
Son altitude moyenne est de 160 mètres. Elle domine la vallée du Tibre et offre  une excellente vue sur une  partie de la Sabine.
Le Colisée (Rome) se trouve à 28 km au Sud de son centre (à vol d'oiseau); Civita Castellana à 20 km au Nord-Ouest; Monterotondo à 12 km au Sud-Est. 
En été les températures sont très élevées, en juillet et en août elles atteignent 40 °C. En hiver, à moins de 100 mètres et à cause de l'humidité apportée par le fleuve, les températures peuvent descendre le matin à -5 °C, et remonter l'après-midi à 15 °C. Plus en altitude la température est plus douce le matin, mais plus froide l'après-midi, à cause d'un vent soufflant du Nord. 
Les cultures pratiquées sont celles de l'olivier et de la vigne.

## Histoire

### Antiquité
La Capena antique était la capitale des Capenati.
C'était une petite cité sur la colline dite aujourd'hui Civitucola (à environ 3 km au Nord du centre de la ville actuelle) dans la basse vallée du Tibre, sur la rive droite du fleuve. Elle se trouvait à environ 31 km au Nord du Capitole (Roma); à environ 8,7 km au Nord-Est  de la cité étrusque  de Veis; à environ 16 km au Sud-Est de Falerii, capitale des Falisques;  à environ 37 km au Sud-Ouest de Reate, capitale des Sabins.  
Sur son territoire antique (Capenas Ager) se trouvaient le Mont Soracte (sur l'actuelle commune de Sant'Oreste), et le Lucus Feroniae (sur l'actuelle commune de Capena), hauts lieux  religieux.
Son peuple, les Capenati, était linguistiquement sabin, mais avait une culture aux diverses influences externes : sabine,  étrusque, latine. À la fin du VIIe siècle et au début du VIe siècle avant notre ère, il y eut une influence croissante de la culture étrusque, qui culminera avec l'admission du territoire de Capena dans la confédération des peuples étrusques, la Dodécapole. 
Il faut cependant noter que la fondation de Capena est parfois attribuée à Véies, parfois à un roi (historiquement inconnu)  étrusque nommé Propertius. 
L’Ager Capenas comprenait  les communes actuelles de Capena, Fiano, Morlupo, Civitella San Paolo, Nazzano, Ponzano Romano, Filacciano, Torrita Tiberina, Rignano Flaminio, Sant'Oreste, Castelnuovo di Porto, et Riano.
Au IVe siècle av. J.-C., éclate une guerre entre Rome et Véies, cette dernière aidée par ses alliés Capenates et Falisques. La cité de Capène tombe sous domination romaine à la suite de la chute de Véies en 396 av. J.-C.. Son territoire est intégré à la tribu romaine Stellatina créée en 387-386 av. J.-C.
Selon l'archéologie et les objets funéraires trouvés dans les cimetières environnants, ainsi que sur la base de sources littéraires, Capena fut une cité prospère (surtout grâce à sa situation à proximité du Tibre, et à la présence des deux lieux sacrés), de sa fondation à l'âge du fer jusqu'à la fin de l'Empire romain d'Occident. Les fouilles archéologiques ont mis en évidence d'importantes structures enterrées telles que des routes, des bâtiments et des rangées d'habitations  sur le plateau de l'ancienne ville, pour une superficie d'environ 9 hectares. Un objet retrouvé fort intéressant est le "Plat de Capena" du IIIe siècle av. J.-C., sorte de plateau rond sur lequel est représenté un éléphant de combat surmonté d'une tour, probablement un de ceux utilisés par le roi Pyrrhus Ier.
Hannibal Barca pille le sanctuaire Lucus Feroniae en -211.
À l'époque chrétienne, le territoire devient fief de l'église de Rome, et est un rempart contre l'invasion des Lombards et des Francs.
Sur le site de l'actuelle Capena furent trouvés des traces d'occupation préhistoriques, mais il semble qu'il fut plus ou moins abandonné ensuite. On y a cependant trouvé des restes de murs, et  une importante Columbaria creusée dans un mur de tuf, avec à côté un puits circulaire d'environ 20 mètres de profondeur. Cette sépulture se compose de quatre pièces rectangulaires sur un étage, et en dessous une pièce de 6,10 × 4,60 m renfermant quatre cents niches, dans lesquelles devaient être normalement posées des urnes.

### Moyen Âge et Renaissance
La Capena antique est abandonnée à l'aube du Moyen Âge, ses habitants s'installant sur le site actuel, plus facilement défendable, et se trouvant entre les routes antiques Flaminia et Via Tiberina. Les pierres de l'ancienne cité sont très certainement réutilisées en grand nombre pour édifier la nouvelle, on trouve des éléments de réemploi en marbre partout dans les bâtiments.
La partie Renaissance s'est développée autour du noyau médiéval. La ville est fief d'un monastère bâti en son sein, mais des habitants se révoltent contre ce dernier en 1594, puis tout au long des XVIIe et XVIIIe siècles. Il y aura séparation administrative du monastère et de la ville en 1870.

### Époque contemporaine
Au XIXe siècle, certains habitants combattent dans l'armée de Giuseppe Garibaldi.
De 1920 à 1930, le monastère est loué par la municipalité qui l'utilise comme mairie et école. Ensuite le bâtiment est vendu à des particuliers. Il existe actuellement neuf églises sur la commune, bâties à différentes époques.

## Administration
| Période                                  | Période  | Identité         | Étiquette    | Qualité |
| ---------------------------------------- | -------- | ---------------- | ------------ | ------- |
| 14 Juin 2004                             | En cours | Riccardo Benigni | Lista Civica |         |
| Les données manquantes sont à compléter. |          |                  |              |         |

### Hameaux
Visite du site Capena

### Communes limitrophes
Castelnuovo di Porto, Civitella San Paolo, Fiano Romano, Montelibretti, Monterotondo, Morlupo, Rignano Flaminio